# Mokele mbembe
Mokele mbembe (případně mokele-mbembe, v ngalštině „ten který zastaví proud řeky“), někdy také N'yamala, Amali či Jago-nini, je kryptid (domnělý, vědou dosud nepopsaný živočich), který dle místního folklóru sídlí ve vodních tocích ve střední Africe.

## Popis
Místem údajného výskytu je střední Afrika, především Demokratická republika Kongo. Dle prvního popisu z roku 1776 má zvíře mít šedohnědou barvu a hladkou kůži. Má údajně malou hlavu na dlouhém krku, občas je popisován i roh (nebo chobot). Mokele mbembe bývá ztotožňováno se sauropodními dinosaury, což je ovšem nepravděpodobné, protože sauropodi vyhynuli spolu s ostatními dinosaury (mimo ptáků) při globální katastrofě na konci křídy, tedy v době před 66 miliony let.

## Historie údajných pozorování
Roku 1776 byla vydána kniha popisující misionářskou práci v Kongu. Jmenovala se Historie de Loango Kakongo et Autres Royaumes d’Afrique, Rédigée d’aprés les Memoires des Préfets Apostoliques de la Mission Francoise. Tuto knihu sepsal abbé Liévin-Bonaventure Proyart. Zajímavá je část, která popisuje zvíře, o kterém misionáři slyšeli od domorodců. Jedná se o zvíře s dlouhým krkem a ocasem, malou hlavou a nohama jako má slon, ale navíc opatřenými drápy. Misionáři prý viděli i stopy tohoto zvířete. Měly obvod kolem 90 centimetrů a otisky drápů byly jasně vidět. Domorodci se nemohli inspirovat popisem dinosaurů, protože v té době byli dinosauři neznámí (první popis dinosaura se objevil až v 19. století).
Roku 1913 se po stopách mokele mbembe vydal německý cestovatel von Stein zu Lausnitz. Ten přinesl do Evropy první podrobný popis tohoto tvora. Slyšel také, že se mokele mbembe živí jediným druhem potravy, a to jistým typem liány s bílými květy a plody podobnými jablku. Tato liána nese název molombo (rod Landolphia). Zvíře prý zabíjí hrochy a slony, ale těla nechává netknutá. Von Stein zu Lausnitz napsal, že „Tvor nežije v malých řekách, jako jsou ramena řeky Likouala. Pouze několik jedinců navštěvuje menší říční toky. Během naší expedice bylo jedno zvíře pozorováno v nesplavné části řeky Sanga, někde mezi řekami Mbaio a Pikunda (...) Slyšeli jsme vyprávět, že zvíře navštěvuje řeku Saombo.“
V 80. letech se do Konga vydalo několik expedic. Roku 1980 se po stopách tajemného tvora vydal badatel James Powell, který předtím v Africe zkoumal krokodýly. V jeho expedici byl i Roy Mackal, který se o rok později do Konga vrátil s novou expedicí. Pátrali v oblasti jezera Telle, kde se mokele mbembe mělo vyskytovat. Jezero je oválného tvaru s šířkou přibližně 25 kilometrů, přitom hluboké není ani 3 metry. Cesta k jezeru je velice těžká a vede neprozkoumanými hustými lesy. Nejtěžší pro expedici tak byla právě cesta k jezeru.
Roku 1981 se k jezeru Telle vydaly dvě americké expedice. První vedl již zmíněný Roy Mackal. Ten měl informace od domorodců a dokonce prý viděl stezku vyšlapanou mokele mbembe. Druhou expedici vedl Herman Regusters. Ten přivezl fotografie, na nichž mělo být zvíře zachyceno, byly ale nekvalitní a nebyly jako důkaz uznány.
Roku 1982 vyslala konžská vláda vlastní expedici, kterou vedl Marcelin Agana (ten se účastnil už Mackalovy expedice z roku 1981). Agana prý zvíře viděl, ale nepodařilo se mu ho natočit, protože v kameře došel film.
Další expedici podnikla roku 1986 Velká Británie a o dva roky později se do Konga vydali Japonci. Ti měli nejlepší techniku té doby a také jich byl velký počet (49 mužů). Dva domorodci jim řekli, že kousek dál se objevilo mokele mbembe. Japonci celé území prohledali, ale nic nenašli.
Tři na sobě nezávislé zdroje mluví o zvířeti, které prý zabili Pygmejové. Údajně se jedná právě o mokele mbembe. Dvě ze zpráv se dostaly k Francouzi Christianu Le Noelovi. Domorodý průvodce mu vyprávěl, že před lety ulovili jeden exemplář tvora známého jako mokele mbembe, poté, co je tvor několik týdnů ohrožoval na jezeře.
Roku 1958 přišli domorodí rybáři za Jacquem Mangianem a řekli mu, že zabili „velké maso“. Také mu doporučili, ať se jde podívat. Jacques nešel, protože cesta byla dlouhá a neměl dost vybavení. Za nějakou dobu Mangian zjistil, že ti, kteří jedli maso z tohoto uloveného zvířete, se otrávili a zemřeli. Mangian poté tuto historku řekl Noelovi. Třetí zpráva pocházela od rybáře Lateka Pascala. Ten ji pověděl Royi Mackalovi. Pygmejové prý zabili nějaké velké zvíře, které otrávilo ty, kteří z něj jedli maso. Všechny tři zprávy mluvily o jedné události. S určitostí se však neví, co vlastně domorodci ulovili. Popisy mrtvol všech tří zpráv se shodovaly – jednalo se o velké zvíře s tmavou kůží a rohem.
Žádná vědecká expedice však přímé a hmatatelné důkazy o existenci tohoto kryptida neobjevila. Velmi pravděpodobně se jedná o pozorování slonů, hrochů, nosorožců nebo jiných zvířat, případně pak může jít i o chybnou interpretaci klimatických či meteorologických jevů.